# 심상찬
심상찬(沈相瓚, 1856년 ~ 1898년)은 조선 말기의 문신이자 대한제국의 관료이다. 자는 보경(寶卿), 본관은 청송(靑松)이다.

## 가계
친계는 경종의 국구 청은부원군 심호(靑恩府院君 沈浩)의 후손이고, 양계는 이조판서 심택현(沈宅賢)의 후손이다.

### 친계
- 7대조 : 심호 - 경종의 국구 · 사옹원 첨정 · 증 영의정 · 청은부원군(靑恩府院君)
- 6대조 : 심준현 - 양자, 심옥의 아들
- 5대조 : 심성 - 양자, 심명현의 아들, 회인현감
- 고조부 : 심익지 - 양자, 심창의 아들
- 증조부 : 심능원
- 조부 : 심의현
  - 아버지 : 심희택 - 양자, 심의주의 아들, 고산현감
    - 본인 : 심상찬 - 심훈택에게 양자로 감

### 양계
- 6대조 : 심택현 - 이조판서 · 좌참찬 · 판돈녕부사
- 5대조 : 심구 - 영천군수 · 증 이조판서
- 고조부 : 심풍지 - 예조판서 · 증 좌찬성
- 증조부 : 심능악 - 이조판서 · 좌참찬 · 판의금부사 · 판돈녕부사
- 조부 : 심의린 - 증 영의정
  - 숙부 : 심순택(沈舜澤) - 대한제국 공작 청녕공(靑寧公) · 대훈위(大勳位) · 영의정 · 총리대신 · 의정대신 · 시호는 문충(文忠)
    - 사촌 : 심상진(沈相璡) - 승지 · 대사성 - 이조판서 심이택(沈履澤)의 아들

  - 숙부 : 심이택(沈履澤) - 이조판서 · 판돈녕부사 · 내무독판 - 형조판서 심의면(沈宜冕)에게 양자로 감
    - 사촌 : 심상완
    - 사촌 : 심상진 - 심순택에게 양자로 감
    - 사촌 : 심상유 - 안산군수

  - 아버지 : 심훈택 - 평양서윤 · 증 이조참판
    - 본인 : 심상찬 - 규장각 직각 · 대사성 · 이조참의 · 봉상사 제조 · 중추원 1등의관

## 생애

### 조선 고종
1880년(고종 17년) 증광 문과에 병과로 급제하여 1884년과 1885년 한권(翰圈) 및 직각권(直閣圈)의 권무직을 거쳐, 규장각 직각(奎章閣 直閣)이 되었다.
1886년 세자시강원 문학, 이조정랑, 세자시강원 필선, 1890년 이조정랑, 통례원 상례(相禮), 성균관 대사성이 되었다.
1894년 조선의 마지막 이조참의를 지냈다.

### 대한제국 고종
1897년 대한제국이 건국되자, 세자시강원 부첨사(副詹事)를 거쳐 봉상사 제조(奉常司 提調)에 임명되고 칙임관 4등에 올랐다.
같은 해 11월, 대한제국 중추원 1등의관(中樞院 一等議官)이 되었다.

## 같이 보기
| - 심호 - 심택현 - 심풍지 - 심능악 - 심의면 - 심순택 - 심이택 - 심건택 - 심선택 - 심흥택 | - 심호택 - 심상훈 - 심상학 - 심상황 - 심상한 - 심상만 - 심상익 - 심종협 - 심형진 - 심환진 |

## 참조
- 《고종실록》
- 《청송심씨대동보》